# Brometo de tosila
Brometo de tosila, brometo de 4-toluenossulfonila, brometo de p-toluenossulfonila, brometo de para-toluenossulfonila ou brometo de benzenossulfonila é o composto orgânico de fórmula C7H7BrSO2, massa molecular 235,09. Apresenta ponto de fusão 92-95 ºC. É classificado com o número CAS 1950-69-2 e Mol File 1950-69-2.mol.